# Gabriel Salgado
Gabriel Salgado dos Santos, mais conhecido como Gabriel Salgado (26 de novembro de 1855 — 11 de junho de 1915), foi um engenheiro, militar e político brasileiro. Foi deputado federal por três mandatos entre 1893 e 1902 e senador de 1911 a 1915, pelo Estado do Amazonas.